# The Reel
The Reel ist ein Jazzalbum des Chad Taylor Trios mit Brian Settles und Neil Podgurski. Die am 9. Mai und 24. Juni 2022 im Samurai Hotel Recording Studio, New York City, entstandenen Aufnahmen erschienen am 28. Oktober 2022 auf Astral Spirits.

## Hintergrund
2020 gründete der Schlagzeuger Chad Taylor sein eigenes Trio mit dem Saxophonisten Brian Settles und dem Pianisten Neil Podgurski. The Reel ist bereits das zweite Album des basslosen Chad Taylor Trios in gleicher Besetzung nach The Daily Biological, das 2020 auf Cuneiform erschien. Alle Musiker steuern Kompositionen bei, ob gefühlvoll zarte Balladen oder knorrige, emotional turbulente Post-Bop-Themen, die die beiden Andrew-Hill-Kompositionen widerspiegeln, die das Trio in Angriff nehme, notierte Peter Margasak.

## Titelliste
- Chad Taylor: The Reel (Astral Spirits)

1. Subterfuge (Andrew Hill)
2. Delta
3. Moon Tone Shift (Brian Settles)
4. Julian’s Groove (Chad Taylor)
5. Nebula
6. Reconciliation (Andrew Hill)
7. Concentric
8. The Reel (Chad Taylor)
9. Omniverse

Wenn nicht anders vermerkt, stammen die Kompositionen von Neil Podgurski.

## Rezeption
Das Album zeige ein bemerkenswertes Zusammenspiel zwischen den Musikern, schrieb Daniel Margolis im Down Beat; Die Vertrautheit, mit der das Trio spielt, komme nicht von ungefähr, trafen sie sich doch als Schüler während ihrer gemeinsamen Zeit an der New School in New York Mitte der 1990er-Jahre. Als Anführer seines eigenen Trios bewege sich Taylor mit Leichtigkeit zwischen den Genres. Gleichzeitig habe Podgurski den Großteil des Materials hier geschrieben. Seine Kompositionen würden von erhaben vielschichtig („Delta“) bis hin zu treibenden Wechselfolgen reichen, die zur Improvisation einladen („Nebula“). Settles „Moon Tone Shift“ hingegen beginne ruhig meditativ mit zyklischen Akkordwechseln und steigere sich dann zu einem krachenden Höhepunkt. Die Stücke, die Taylor für sein eigenes Trio schrieb, seien, nicht überraschend, sehr rhythmisch, „Julian’s Groove“ ansprechend fröhlich, aber niemals überwältigend, während „The Reel“ ein passender Titeltrack sei, da sich seine melodische Auflösung wie das Zentrum des Albums anfühle.

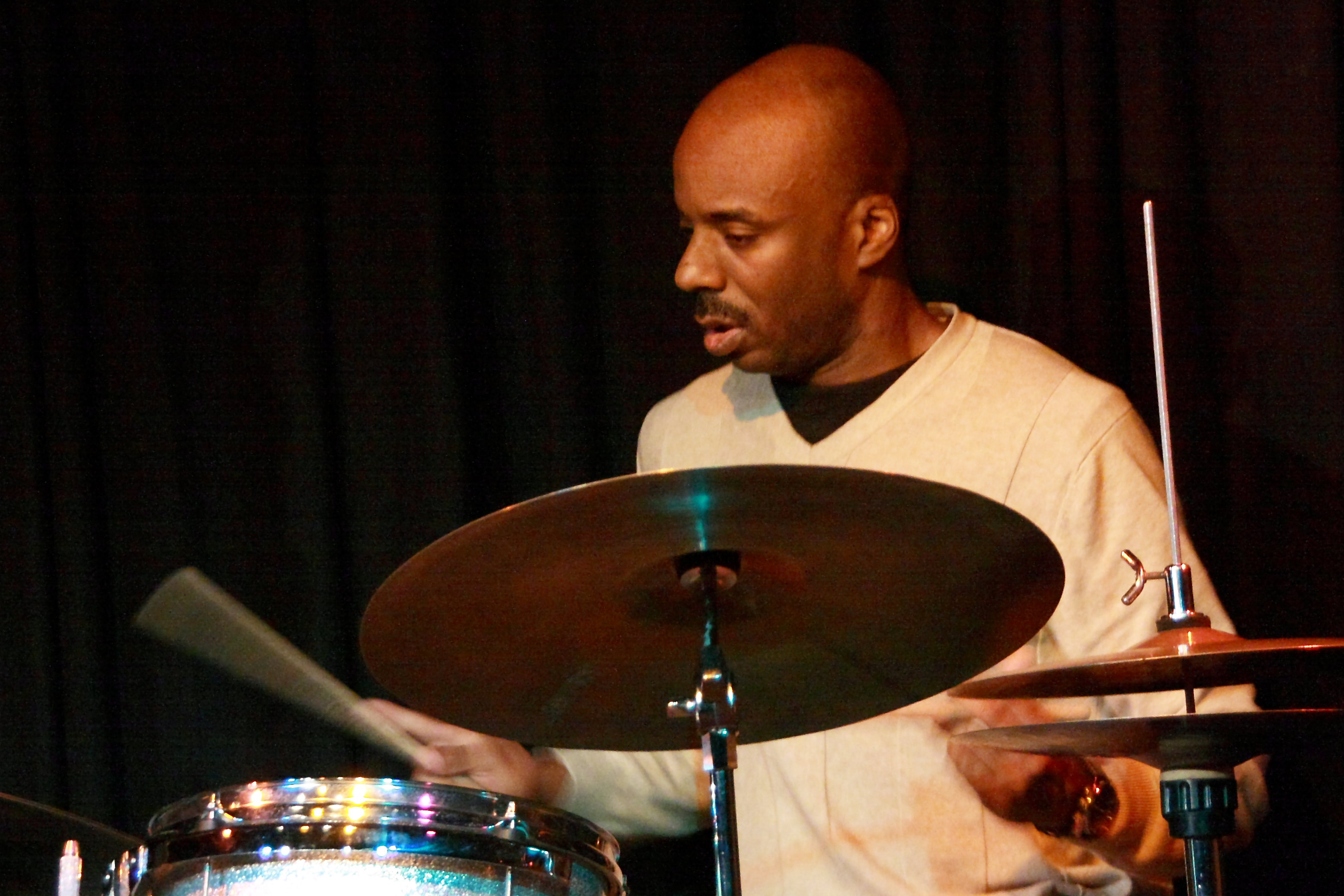
Chad Taylor mit The Digital Primitives im club W71, Weikersheim

Nach Ansicht von Peter Margasak (Complete Communion/The Quietus) sei Chad Taylor einer der größten Sidemen des gegenwärtigen Jazz, ein Perkussionist, dessen Selbstbewusstsein, Erfindungsreichtum und Raumgefühl die Musik unzähliger Bands auf vielfältige Weise bereichert hätte. Das zweite Album seines Trios mit dem Pianisten Neil Podgurski und dem Saxophonisten Brian Settles stärke seine Fähigkeiten als Komponist und Bandleader, zumal seine gewichtige, weitreichende Beherrschung seines gesamten Kits kein Problem hat, das Fehlen eines Bassisten auszugleichen. Taylors „Julian’s Groove“ gehe aus einer intensiv slalomenden Unisono-Melodie hervor, die von Settles und Podgurski vorgetragen wurde, aber sie gebe niemals den klappernden Rhythmus auf, den Taylor verwende, um die gesamte Exkursion zusammenzuhalten – außer wenn er diese Muster in ein fantastisches Solo verwandle – das Post Bop irgendwie mit einem vage kubanischen Montuno-Muster auf dem Klavier verschmelze.
Phil Freeman schrieb in Ugly Beauty/Sterogum, die meisten dieser Stücke seien neu, geschrieben von den Bandmitgliedern, aber sie hätten das Material zusammen mit „Reconciliation“ von Andrew Hill aufgenommen, das ursprünglich 1964 auf seinem Album Judgment! erschienen war. In den Liner Notes zu diesem Album hatte Hill erklärt, dass sich der Titel auf „die Anpassung bezieht, die jeder Musiker vornehmen muss, um die Einheit und Harmonie mit dem Rest der Gruppe zu erreichen“. Angesichts der von Natur aus prekären Situation eines basslosen Trios sei dies eine gute Wahl und etwas, das es wert sei, im Auge behalten zu werden. Und Taylor, Podgurski und Settles scheinen einander ziemlich genau zuzuhören und sich spontan anzupassen, um sicherzustellen, dass das Stück zusammenhält, selbst wenn es zu einem Klavier-Schlagzeug-Duo werde; Taylor liefere sanfte, aber anhaltende Schläge mit dem Besen, während sich der Pianist selbstbewusst vorwärts bewege, Hills Melodie extrapoliert und sie in eine Reihe hypnotisch fesselnder Mini-Songs verwandle.